# Teoria stanów oczekiwań
Teoria stanów oczekiwań – teoria w socjologii, ujmowana w nurcie interakcjonistycznym, rozwijana w drugiej połowie XX wieku przez Josepha Bergera. Podobnie jak inne koncepcje interakcjonistyczne, zakłada że zachowanie jednostki jest uwarunkowane sytuacyjnie. W procesie interakcji tworzą się przekonania i oczekiwania o tym, co jest prawdziwe w danej sytuacji. W konsekwencji tworzą się, dzięki percepcji jednostki, społeczne i kulturowe układy odniesienia, podtrzymywane w procesie interakcji i dzięki nim aktorzy społeczni wiedzą jak należy w danej sytuacji się zachować. Jednakże inaczej, niż w założeniach interakcjonistycznych, nie zakłada się, że aktorzy renegocjują rzeczywistość i redefiniują sytuacje przez cały czas, lecz zakłada się, że procesy organizowania stanów oczekiwań pojawiają się tylko w szczególnych warunkach, które je uaktywniają.
Stany oczekiwań, jako centralne pojęcie teorii, są ustalonym zbiorem przewidywań zachowań aktora społecznego w relacji do innego aktora oraz wobec samego siebie. Stany oczekiwań mogą być wysokie, jak i niskie, ale zawsze względem innego aktora. Źródłami ich są: "oceny wykonania zadania w trakcie interakcji, odzwierciedlenie oceny znaczących innych, alokacje nagród symbolicznych i materialnych, aktywacje różnic pod względem władzy i prestiżu oraz postrzeganej sprawiedliwości i równości". Na podstawie tych źródeł jednostki budują definicje sytuacji, które następnie pozwalają tymże jednostkom wybrać odpowiednie zachowania w odniesieniu do sytuacji. Dopóki nie zostaną wprowadzone dodatkowe informacje i dopóki sytuacja nie ulegnie zmianie, trwałość oczekiwań będzie wzmacniana.

## Aktywacje różnic pod względem władzy i prestiżu
Teoria stanów oczekiwań była rezultatem programu badawczego Bergera, dzięki któremu chciał on odpowiedzieć na pytanie, dlaczego nierówności społeczne w obrębie grupy, odnoszące się do uczestnictwa w dyskusji, możliwości przedstawiania pomysłów i ich oceny pomysłów czy też ignorowania innych osób, powstają w krótkim czasie po utworzeniu danej grupy i w takiej postaci utrwalają się. Problem ten teoria wyjaśnia w następujący sposób: W procesie interakcji pojawia się struktura oczekiwań co do kompetencji danej jednostki i oczekiwania te wpływają następnie na przebieg interakcji. Następuje tu sprzężenie zwrotne, wzmacniające zaistniałą strukturę oczekiwań i dopóki nie pojawią się nowi aktorzy, oczekiwania nie zmieniają się. Na niezmienność oczekiwań wpływ ma także spójność ocen dokonywanych przez tę jednostkę i innych aktorów.